# Wanda Polankiewicz

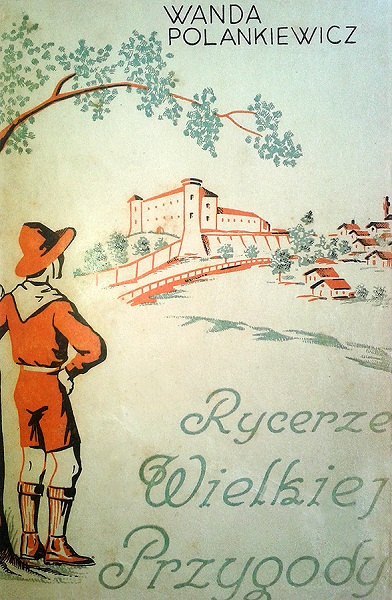
Okładka powieści Wandy Polankiewicz „Rycerze Wielkiej Przygody”, Wydawnictwo Nurt, Poznań 1939 r.

Wanda Polankiewicz (ur. 1915 w Ćmielowie, zm. 17 marca 1964 w Otwocku) – polska pisarka, autorka utworów dla dzieci i młodzieży.

## Życiorys
Córka malarza Bolesława Polankiewicza (1879–1935) i Zofii Polankiewicz z d. Walczyk (1881–1972).
Współpracowniczka i redaktorka pism dla młodych czytelników: „Nasz Dzienniczek, tygodniowy dodatek do Dziennika Poznańskiego dla dzieci i młodzieży” (1930–1939) oraz „Mój światek: tygodniowy dodatek Kurjera Zachodniego dla dzieci” (1936–1938). Artykuły, drobne formy literackie, łamigłówki oraz odpowiedzi na listy czytelników podpisywała pseudonimem Ciocia Wandzia i Dawan.
Część dzieciństwa spędziła w Sandomierzu, gdzie jej ojciec prowadził pracownię artystyczno-litograficzną. Lata te znalazły później odzwierciedlenie w twórczości pisarki, a akcja jej powieści „Rycerze Wielkiej Przygody” rozgrywa się właśnie w tym mieście.
W 1936 r. opracowywała teksty dla Polskiego Radia, m.in. Monologi Stacha Zawalidrogi: „Jak to dobrze, że już się kończą wakacje” oraz "Jak Stach Zawalidroga uczył się roli Heroda". W styczniu 1940 r. dołączyła do grona poznańskich dziennikarzy, którzy opuścili miasto i przybyła do Warszawy. W okresie okupacji niemieckiej należała do AK. W 1945 r. współpracowała z Teatrem Nowym w Poznaniu. Do 31 grudnia 1946 r. była kierownikiem literackim Teatru Miejskiego im. Wojciecha Bogusławskiego w Kaliszu. W pierwszej połowie lat 60. otrzymywała zlecenia na prace korektorskie m.in. od Państwowego Wydawnictwa Szkolnictwa Zawodowego.
Ostatnie lata życia pisarka spędziła w Otwocku. Została pochowana na cmentarzu parafialnym w Otwocku (kwatera VIII, rząd 20, numer grobu 961).
Siostra Wandy, Krystyna Rudkowska z d. Polankiewicz (1917–2012), była pracownikiem Muzeum Pałacu w Rogalinie. W latach 1974–1977 piastowała stanowisko kustosza. Prawdopodobnie Krystyna Polankiewicz ilustrowała powieść starszej siostry Wandy „Historia najdziwniejszych wakacji”.
Nagrobek drugiej siostry Wandy Polankiewicz - Janiny (ur. 26.06.1905 - zm. 09.07.1905) zachował się na cmentarzu parafialnym w Ćmielowie. 

## Twórczość
- 1930: „Święty Mikołaj” (opowiadanie w odcinkach)[19]
- 1936: „Historia najdziwniejszych wakacji” (powieść w odcinkach)[20]
- 1937: „Pod płóciennym dachem” (powieść w odcinkach)[21][22]
- 1939: „Rycerze Wielkiej Przygody”, Poznań, Wydawnictwo Nurt (rozszerzona wersja powieści „Historia najdziwniejszych wakacji”)[5]
- 2004: „Na szlaku” (wiersz napisany w październiku 1944)[23]

W 1939 r. na łamach „Naszego Dzienniczka, tygodniowego dodatku do Dziennika Poznańskiego dla dzieci i młodzieży” (nr 40, 42, i 43) ukazało się opowiadanie „Serce Elżuni” sygnowane pseudonimami P.W. oraz P. W. k. autorstwa prawdopodobnie Wandy Polankiewicz.

## Nawiązania
W dniach 1 lipca – 31 sierpnia 2020 Miejska Biblioteka Publiczna im. Jana Długosza w Sandomierzu zorganizowała wakacyjną zabawę pod nazwą „Zostań Rycerzem Wielkiej Przygody!”. W oparciu o fragmenty powieści Wandy Polankiewicz oraz opracowane na podstawie książki rebusy i zagadki, młodzi czytelnicy poznawali Sandomierz.